# 雨の音がきこえる
『雨の音がきこえる -ラ・レッセー・イデン-』（あめのおとがきこえる-ラ・レッセー・イデン-）は、大島弓子による日本の漫画作品。およびそれを表題とした作品集。表題作は『別冊少女コミック』（小学館）1971年10月号と11月号に掲載された。
漫画を文庫化するという、当時としては新しい試みで発行された本である。しかし、作者はコマ割りが多く、セリフの多い作品を多く著していたため、文庫本では読み辛いという意見が多く寄せられたそうである。

## あらすじ
早咲秋子は中学生で受験生。4人姉妹の中で一番出来が悪く、母親の手のかかる娘だった。ある日、彼女のクラスに茅秋子という彼女と同名の生徒が転入してきた。彼女は秋子の家庭のことを良く知っており、そのことがきっかけで、秋子は自分の出生の秘密を知ることになる。
その後、4人姉妹の母親が事故死し、秋子は自分が母親代わりとして家族の世話をしようと決意する。

## 登場人物
早咲秋子（はやさき あきこ）
主人公。早咲家の4人姉妹の3番目で、姉妹の中で一番の劣等生である。近松中学校の3年生。夏子の通う名門の桐門高校を志願させられているが、本人は私立の桜沢を希望している。実は父親の知り合いの女性から譲り受けた子供。物語の後半では、亡き母親の代わりに父親や姉妹の面倒を見ようとする。
早咲春子（はやさき はるこ）
早咲家の4人姉妹の最年長。大学生。家庭教師のアルバイトをしている。
早咲夏子（はやさき なつこ）
早咲家の4人姉妹の2番目。高校生。
早咲冬美（はやさき ふゆみ）
早咲家の4人姉妹の最年少。小学生。
早咲一郎（はやさき いちろう）
早咲家の4人姉妹の父親。売れない小説家で、妻なき後はポルノ小説を書く。
早咲家の母親
一郎の妻。おかみさん風情の風格で、怒りっぽく、すぐ秋子を怒鳴るが、ほかの3人の娘同様に心配している。物語の後半で事故死する。
宗木（むねき）
秋子のボーイフレンド。
茅秋子（かや あきこ）
秋子のかわりに、茅夫妻の養女となった娘。優等生だが、自分が秋子の身代わりではないか、と悩んでいた。
文（あや）
月刊『デカメロン』の編集者で、早咲家の父親の幼馴染み。彼にポルノ小説を連載させる。
北沢（きたざわ）
春子の恋人。

## 解説
- サブタイトルの「ラ・レッセー・イデン」は「劣性遺伝」であり、フランス語風に女性名詞の冠詞をつけたものである。他の姉妹に比べて出来が悪い少女が劣性遺伝子のせいだと思い込んでいたのが、実は養子であり、実の親が優秀であることから、やはり自分は劣性遺伝子そのものだ、という物語である[3]。この言葉遊びを作者自身、大したことがないものと思っているのであろうと、矢野敬子は推測しており、このような遊びを華麗にさりげなくできる点を評価している[4]。

- 副田義也は、この物語の中にはエレクトラ・コンプレックスがあるといい、少女たちが最初に持つ性的欲望の一般形態や関心を禁じ、抑制しようとするものからの解放する工夫が見られると述べている[5]。

## 同時収録作品

### ヨハネが好き
『別冊少女コミック』1976年1月号に掲載。

### ほたるの泉
『週刊少女コミック1974年夏の増刊（8月28日号）フラワーコミック』に掲載。作者のお気に入りの作品の一つ。
美方由衣子（よしかた ゆいこ）の弟、一葉（いちよう）は直方清（のうかた きよい）に闇討ち同然のいじめに遭っていた。由衣子は清に弟へのいじめをやめるようにと言うが、清は一葉が勝ったらいじめをやめ、由衣子にプロポーズすると提案する。両家の婚姻の約束を両親から聞かされた由衣子は一葉に喧嘩にわざと負けるように頼み、弟には自分の庇護が不可欠である旨を清に知らしめようとする。

### 風車（かざぐるま）
『週刊少女コミック1972年お正月大増刊（12月24日号）フラワーコミック』に掲載。同じく作者のお気に入りの作品の一つ。「アレクセイ」は作者の好きな名前の一つ。
時は明治末年。和歌（わか）の通っている小学校の分校に、真霜零（ましも れい）と名乗る一人の肌の白い栗毛の少年が転入してきた。彼は同級生の寛一（かんいち）、竹梅（ちくばい）らのいじめの対象となり、髪を刈られそうになったり、髪を黒く染められそうになったりするが、空を飛ぶことが夢という零に、次第に和歌は惹かれてゆく。

### つぐみの森
『別冊少女コミック』1973年3月号に掲載。

## 単行本
- 『雨の音がきこえる』 小学館（小学館文庫）（1976年4月20日刊）
  - 収録作品 -『雨の音がきこえる』・『ヨハネが好き』・『ほたるの泉』・『風車』・『つぐみの森』
- 『ロマンコミック自選全集　ほうせんか・ぱん』主婦の友社（1978年6月1日刊）
  - 収録作品 -『ほうせんか・ぱん』・『雨の音が聞こえる』・『7月7日に』・『ページ・1』・『アポストロフィー・S』
- 『大島弓子選集第2巻  ミモザ館でつかまえて』朝日ソノラマ（1986年4月30日刊）
  - 収録作品 -『さよならヘルムート』・『鳥のように』・『星にいく汽車』・ 『わたしはネプチューン』・『なごりの夏の』・『雨の音がきこえる』・『風車』・『つぐみの森』・『ミモザ館でつかまえて』